# Oxytropis borissoviae
Oxytropis borissoviae är en ärtväxtart som beskrevs av Antonina Vasilievna Polozhij. Oxytropis borissoviae ingår i släktet klovedlar, och familjen ärtväxter. Inga underarter finns listade i Catalogue of Life.